# 5728 Umbertobenvenuti
5728 Umbertobenvenuti eller 1988 BJ4 är en asteroid i huvudbältet som upptäcktes den 20 januari 1988 av den belgiske astronomen Henri Debehogne vid La Silla-observatoriet. Den är uppkallad efter Umberto Benvenuti.
Den har den diameter på ungefär 4 kilometer.